# Dřešín
Dřešín [ˈdr̝ɛʃiːn] (deutsch Dreschin, früher Groß-Dřeschin) ist eine Gemeinde in Tschechien. Sie liegt neun Kilometer westlich von Volyně in Südböhmen und gehört zum Okres Strakonice.

## Geographie

### Geographische Lage

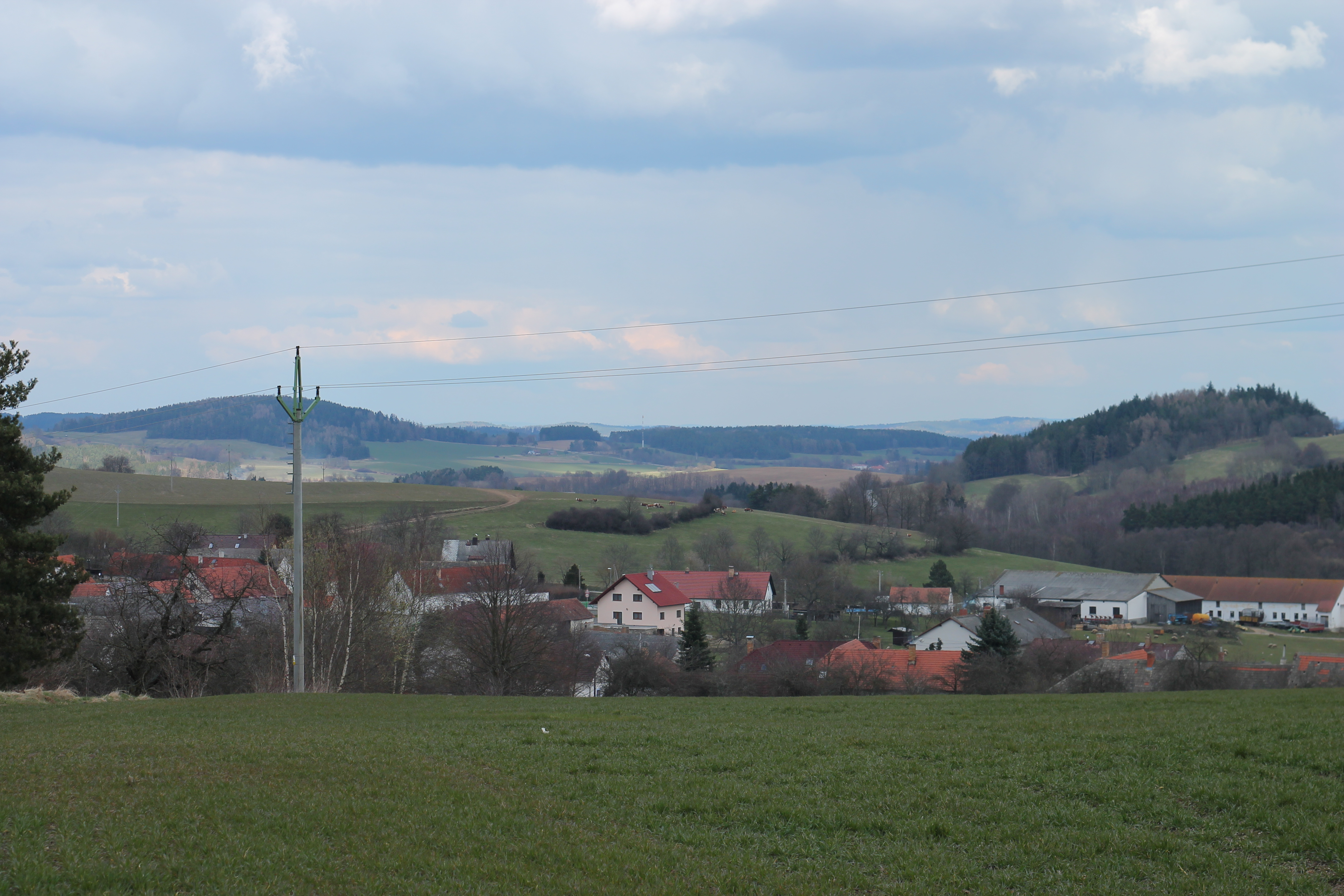
Blick auf Dřešín

Dřešín befindet sich im zum Vorland des Böhmerwaldes gehörigen Landstrich Podlesí. Das Dorf liegt linksseitig über dem Tal des Baches Peklov am südöstlichen Fuße des Hügels Na Vrších (674 m). Nördlich erhebt sich die Chrasnice (711 m), im Nordosten die Kalvárie (595 m), südöstlich der Mlaď (663 m) und im Westen der Na Velkém poli (749 m).
Durch Dřešín verläuft die Staatsstraße II/170 zwischen Němětice und Vacov.

### Gemeindegliederung
Die Gemeinde Dřešín besteht aus den Ortsteilen Chvalšovice (Chwalschowitz), Dřešín (Dreschin), Dřešínek (Klein Dreschin) und Hořejšice (Horejschitz, früher Ober Dreschin), den Ansiedlungen Chvalšovické Chalupy (Chwalschowitzer Chalupy) und V Mlýnech sowie den Einschichten Bezděkov und Hutar.

### Nachbargemeinden
Nachbarorte sind Hořejšice und Dřešínek im Norden, Radešov und Čestice im Nordosten, Záhorský Mlýn und Nuzín im Osten, Na Kobylce, U Kochtíka, Nahořany und Krušlov im Südosten, V Mlýnech, U Babylonů, Vacovice, Bezděkov im Süden, Hutar, Chvalšovice, Přečín und Dobrš im Südwesten sowie Drážov und Kváskovice im Nordwesten.

## Geschichte
Die erste schriftliche Erwähnung der Feste Dřešín (Schloss Dřešínek) mit den zugehörigen Dörfern Velký Dřešín (Dřešín), Prostřední Dřešín (Dřešínek) und Hořejší Dřešín (Hořejšice) erfolgte 1407. Im 16. Jahrhundert erwarben die Vladiken Kotz von Dobrz das Gut Dřešín und schlossen es an Dobrš an. Sie hielten die Güter bis 1607, nachfolgende Besitzer waren ab 1615 Johann Kawka von Řičan und danach die Chřepicky von Modlischowitz (Chřepický z Modliškovic). Wenzel Chřepicky von Modlischowitz verkaufte 1644 die Feste Dřešín mit dem Hof und den Dörfern Prostřední Dřešín und Hořejší Dřešín an Johann Markwart Kotz von Dobrz. Das Dorf Velký Dřešín schlug er dem Gut Dobrš zu. Ab 1679 war Franz Albrecht Chřepicky von Modlischowitz Besitzer von Dobrš. 1690 verkaufte er das Gut an Apollonia Ludmila Gräfin von Althann. Deren Sohn Hubert Sigmund von Althann veräußerte das Gut Dobrš am 7. April 1707 an Adam Franz Fürst zu Schwarzenberg, der es mit seinem benachbarten Gut Přetschin verband. Besitzer des Gutes blieben die Fürsten zu Schwarzenberg. Nach dem Tode von Joseph II. Fürst zu Schwarzenberg beerbte ihn 1833 sein Sohn Johann Adolf II. Im Jahre 1840 bestand Groß-Dřeschin/Welky Dřessin aus 29 Häusern mit 219 Einwohnern. Zu Groß-Dřeschin gehörte die aus sieben Häusern – einer Rustikalmühle, einer herrschaftlichen Ziegelhütte und fünf Dominikalhäusern – bestehende Einschicht W Mlegných (V Mlýnech). Pfarrort war Čestitz. Bis zur Mitte des 19. Jahrhunderts blieb das Dorf immer dem Allodialgut Přetschin samt Dobř und Rohanow untertänig.
Nach der Aufhebung der Patrimonialherrschaften bildete Dřešín/Groß-Dřeschin ab 1850 einen Ortsteil der Gemeinde Vacovice in der Bezirkshauptmannschaft Strakonice und dem Gerichtsbezirk Volyně. 1869 lebten in dem Dorf 258 Personen, im Jahre 1880 waren es 290. Weil der Sitz des Gemeindeamtes in Vacovice nur über weite Umwege oder ungangbare Wege durch das Peklovtal erreichbar war, lösten sich Dřešín und Chvalšovice 1909 von Vacovice los und bildeten eigene Gemeinden. Am 15. November 1927 wurde die Autobuslinie Volyně – Vacov aufgenommen. Mit geringer staatlicher Unterstützung wurde 1929 eine Gemeindebücherei eingerichtet. 1930 lebten in den 44 Häusern von Dřešín 234 Einwohner. Am 2. Mai 1948 wurde – mit einer Gegenstimme – die Elektrifizierung des Dorfes beschlossen, am 6. August 1954 wurde der vollzogene Anschluss an die Stromversorgung mit einem Dorffest gefeiert. Zum 1. Februar 1949 wurde die Gemeinde im Zuge der Verstärkung der Bezirke im Grenzgebiet dem Okres Vimperk zugeordnet. Da die Verbindungen nach Strakonice besser waren und ein Teil der Einwohner dort auch arbeitete, fand dies unter den Einwohnern von Dřešín nur wenig positive Resonanz. Im Jahre 1950 bestand das Dorf aus 44 Häusern mit 137 Einwohnern. Nach der Aufhebung des Okres Vimperk wurde die Gemeinde am 1. Juli 1960 Teil des Okres Strakonice. 1961 wurden Dřešínek (mit Hořejšice) und Chvalšovice eingemeindet. Im Jahre 1970 hatte der Ortsteil Dřešín nur noch 113 Einwohner, 2001 lebten im Ortsteil Dřešín 155 Personen.

## Kultur und Sehenswürdigkeiten
- Schloss Dřešínek, die 1407 erstmals erwähnte Feste bildete einen eigenständigen Landadelssitz und wurde 1780 unter Josef Franz von Malowetz an die Herrschaft Čestice angeschlossen. 1861 erwarb der Großprior des Malteserordens, Franz von Khevenhüller-Metsch, die Feste. Ab 1884 befand sich die Feste im Besitz der Familie Waldstein-Wartenberg, die sie zu einem Schloss umgestalten ließen. 1977 wurde das Gebäude durch die JZD grundlegend umgestaltet und dabei alle stilistischen Elemente beseitigt.
- Kapelle in Dřešínek, erbaut in der zweiten Hälfte des 19. Jahrhunderts
- Kapelle in Dřešín, erbaut in der zweiten Hälfte des 19. Jahrhunderts
- Naturdenkmal Chvalšovické pastviny, Reste von Vorgebirgsweiden im Verbund mit Feuchtwiesen- sowie Süßwasser- und Moor-Vegetation mit Vorkommen der bedrohten Gewächse Wiesenschwertlilie, Waldläusekraut, Kiwitzfettkraut, Preußischem Laserkraut sowie 29 Vogelarten, sechs geschützten Kleinsäugerarten, darunter Zwergspitzmäusen und Gelbhalsmaus sowie weiteren sechs größeren Säugerarten, südwestlich von Chvalšovice
- Drei geschützte Schwarznussbäume und eine Winterlinde